# Groß Schwechten
Groß Schwechten ist ein Ortsteil der gleichnamigen Ortschaft der Hansestadt Stendal im Landkreis Stendal in Sachsen-Anhalt, (Deutschland).

## Geographie

### Lage
Groß Schwechten, ein Haufendorf mit Kirche, liegt etwa 15 Kilometer nördlich von der Hansestadt Stendal in der Altmark. Durch die Ortslage strömt der Rhingraben, der zwei Kilometer westlich in die Uchte mündet.
Nachbarorte sind Rochau und Häsewig im Nordwesten, Klein Schwechten und Goldbeck im Nordosten, Eichstedt (Altmark) im Osten, Peulingen im Süden und Neuendorf am Speck im Südwesten.

### Ortschaftsgliederung
Zur Ortschaft Groß Schwechten gehören die Ortsteile Groß Schwechten, Peulingen und Neuendorf am Speck.

## Geschichte

### Mittelalter bis Neuzeit
Im Jahre 1200 wurde die Kirche in Groß Schwechten erstmals genannt als et ecclesiam in Suechten in einer Urkunde über die Gründung und Ausstattung der Kirche des Klosters Krevese, ausgestellt von Bischof Gardolf von Halberstadt. Weitere Nennungen sind 1209 Grotinswachten, 1278 in Magno Sveden oder in magno Suecten (Swechten) und 1343 in villa magna swochin. Im Landbuch der Mark Brandenburg von 1375 wird das Dorf als Grote Swechten aufgeführt. 1687 heißt es Grossen Schwechten.
Der Historiker Peter P. Rohrlach beschreibt die Siedlungsform der Ortslage für 1794 als „von Süd gegen Norden, im Dorf geräumiger Marktplatz, mehrere Nebenstraßen, wohl zu einer Stadt angelegt gewesen.“
Anhand des Urmesstischblattes von 1843 dann als „Haufendorf einer in den Anfängen steckengebliebenen Stadtanlage“.
Im Jahre 2008 berichtete Lieselott Enders ausführlich über die Geschichte von Groß Schwechten. Sie schrieb: „Das … Dorf Groß Schwechten zählte mit seinen 60 Hufen zu den größten in der Altmark.“ In der Veröffentlichung werden die Namen vieler ortsansässiger Familien genannt. Aufgeführt sind das Dorfregister aus dem Landbuch von 1375, die Hofbesitzer aus dem Jahr 1518, Hofbesitzer und Hufen von 1541, 1686 und 1701.
Östlich des Dorfes lag Ende des 19. Jahrhunderts das Etablissement Köhnshof.

### Krepe
Mit Groß Schwechten verbindet sich die sogenannte „Krepe“, einerseits eine Gerichtsstätte im Mittelalter, andererseits eine ehemalige Niederungsburg mitten im Eichenwald an der Uchte. Heute sind noch ein Burghügel und ein Burgwall vorhanden. Der Burghügel „Krepe“ war bereits im Jahre 1978 ein Bodendenkmal. Bekannt ist die Sage Die goldene Wiege im Burgberg der Krepe. Im Jahre 2014 wurde über Ausgrabungen an der Krepe berichtet. Die Forscher nehmen an, Reste einer Askanier-Burg gefunden zu haben.

### Herkunft des Ortsnamens
Der Name geht zurück auf das althochdeutsche schweiga für Weideplatz oder Viehtrift.

### Vorgeschichte

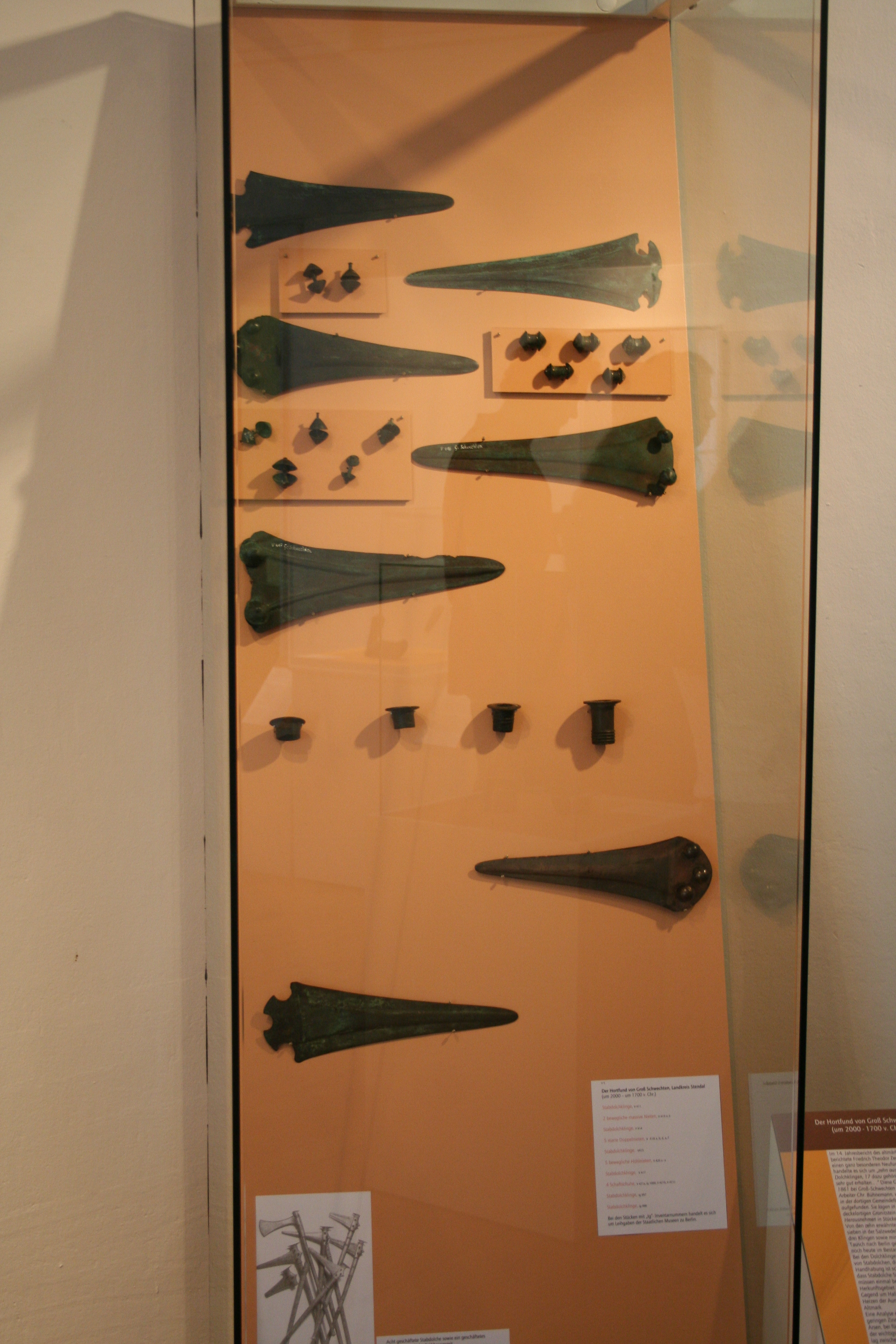
Hortfund von Groß Schwechten

Der 1861 entdeckte Hortfund von Groß Schwechten stammt aus der frühen Bronzezeit. Er ist im Johann-Friedrich-Danneil-Museum in Salzwedel ausgestellt.

### Ersterwähnung 1150
Für die auf der Homepage der Stadt Stendal beim Ortsteil Groß Schwechten angegebene urkundliche Ersterwähnung von 1150 als grotinswachten wurde dort kein Beleg aufgeführt.
Die Historikerin Lieselott Enders schrieb 2008: „Indizien für den Ausbau des Dorfes in der ersten Hälfte des 12. Jahrhunderts liefern nicht zuletzt die dendrochronologischen Daten der romanischen Feldsteinkirche.“

### Eingemeindungen
Ursprünglich gehörte das Dorf Groß Schwechten zum Stendalschen Kreis der Mark Brandenburg in der Altmark. Zwischen 1807 und 1813 lag es im Kanton Schinne auf dem Territorium des napoleonischen Königreichs Westphalen. Nach weiteren Änderungen gehörte die Gemeinde ab 1816 zum Kreis Stendal, dem späteren Landkreis Stendal.
Am 25. Juli 1952 wurde Groß Schwechten in den Kreis Stendal umgegliedert. Am 1. Oktober 1973 wurden die Gemeinden Peulingen und Neuendorf am Speck aus dem Kreis Stendal in die Gemeinde Groß Schwechten eingemeindet. Bis zum 31. Dezember 2009 war Groß Schwechten eine selbständige Gemeinde mit den zugehörigen Ortsteilen Neuendorf am Speck und Peulingen.
Durch einen Gebietsänderungsvertrag beschloss der Gemeinderat der Gemeinde Groß Schwechten am 19. Mai 2009, dass die Gemeinde Groß Schwechten in die Stadt Stendal eingemeindet wird. Dieser Vertrag wurde vom Landkreis als unterer Kommunalaufsichtsbehörde genehmigt und trat am 1. Januar 2010 in Kraft.
Nach der Eingemeindung der bisher selbstständigen Gemeinde Groß Schwechten wurden Groß Schwechten, Neuendorf am Speck und Peulingen Ortsteile der Hansestadt Stendal. Für die eingemeindete Gemeinde wurde die Ortschaftsverfassung nach den §§ 86 ff. der Gemeindeordnung Sachsen-Anhalt eingeführt. In der eingemeindeten Gemeinde und nunmehrigen Ortschaft Groß Schwechten wurde ein Ortschaftsrat mit sieben Mitgliedern einschließlich Ortsbürgermeister gebildet.

### Einwohnerentwicklung
| Jahr | Einwohner |
| ---- | --------- |
| 1734 | 228       |
| 1772 | 295       |
| 1790 | 308       |
| 1798 | 338       |
| 1801 | 328       |
| 1818 | 365       |
| 1840 | 419       |

| Jahr | Einwohner |
| ---- | --------- |
| 1864 | 450       |
| 1871 | 473       |
| 1885 | 448       |
| 1892 | [00]492   |
| 1895 | 492       |
| 1900 | [00]495   |
| 1905 | 465       |

| Jahr | Einwohner |
| ---- | --------- |
| 1910 | [00]417   |
| 1925 | 506       |
| 1939 | 439       |
| 1946 | 724       |
| 1964 | 538       |
| 1971 | 492       |
| 1981 | 669       |

| Jahr | Einwohner |
| ---- | --------- |
| 1993 | 631       |
| 2006 | 647       |
| 2013 | [00]306   |
| 2014 | [00]305   |
| 2018 | [00]309   |
| 2019 | [00]312   |
| 2021 | [00]315   |

| Jahr | Einwohner |
| ---- | --------- |
| 2022 | [0]315    |
| 2023 | [0]316    |

Quelle, wenn nicht angegeben, bis 2006:

## Religion
Die evangelische Kirchengemeinde Groß Schwechten, die früher zur Pfarrei Groß Schwechten gehörte, wird betreut vom Pfarrbereich Arneburg im Kirchenkreis Stendal im Bischofssprengel Magdeburg der Evangelischen Kirche in Mitteldeutschland.
Die ältesten überlieferten Kirchenbucheinträge für Groß Schwechten stammen aus dem Jahre 1763.
Die katholischen Christen gehören zur Pfarrei St. Anna in Stendal im Dekanat Stendal im Bistum Magdeburg.

## Politik

### Ortsbürgermeister
Norbert Kammrad war bis Mitte 2024 Ortsbürgermeister der Ortschaft Groß Schwechten.

### Ortschaftsrat
Bei der Ortschaftsratswahl am  9. Juni 2024 trat die Freie Wählergemeinschaft Groß Schwechten an. Sie gewann alle 5 Sitze. Gewählt wurden 3 Männer und 2 Frauen. Von 438 Wahlberechtigten hatten 318 ihre Stimme abgegeben, die Wahlbeteiligung betrug damit 72,6 Prozent.

### Wappen
Das Wappen wurde am 22. Februar 2000 durch das Regierungspräsidium Magdeburg genehmigt.
Blasonierung: „In Grün eine schräglinke goldene Wiege, beseitet rechts oben von einem goldenen Ring mit silbernem Stein, links unten von einem schräglinken goldenen Eichenblatt.“
Es ist Beschluss der Gemeinde Groß Schwechten, die Überlieferung von der Krepe symbolisch in das Ortswappen aufzunehmen. So knüpfen die Wiege und der Ring an die oben genannte Sage an; das Eichenblatt verweist auf den Eichenbestand, der dazu verhalf, dass früher die Häuser mit eichenem Fachwerk errichtet wurden.
Das Wappen wurde vom Magdeburger Kommunalheraldiker Jörg Mantzsch gestaltet.
Als Farben Groß Schwechtens gelten Gelb - Grün.

### Flagge
Die Flagge ist Grün - Gelb - Grün (1:4:1) gestreift und mittig mit dem Gemeindewappen belegt.

## Kultur und Sehenswürdigkeiten

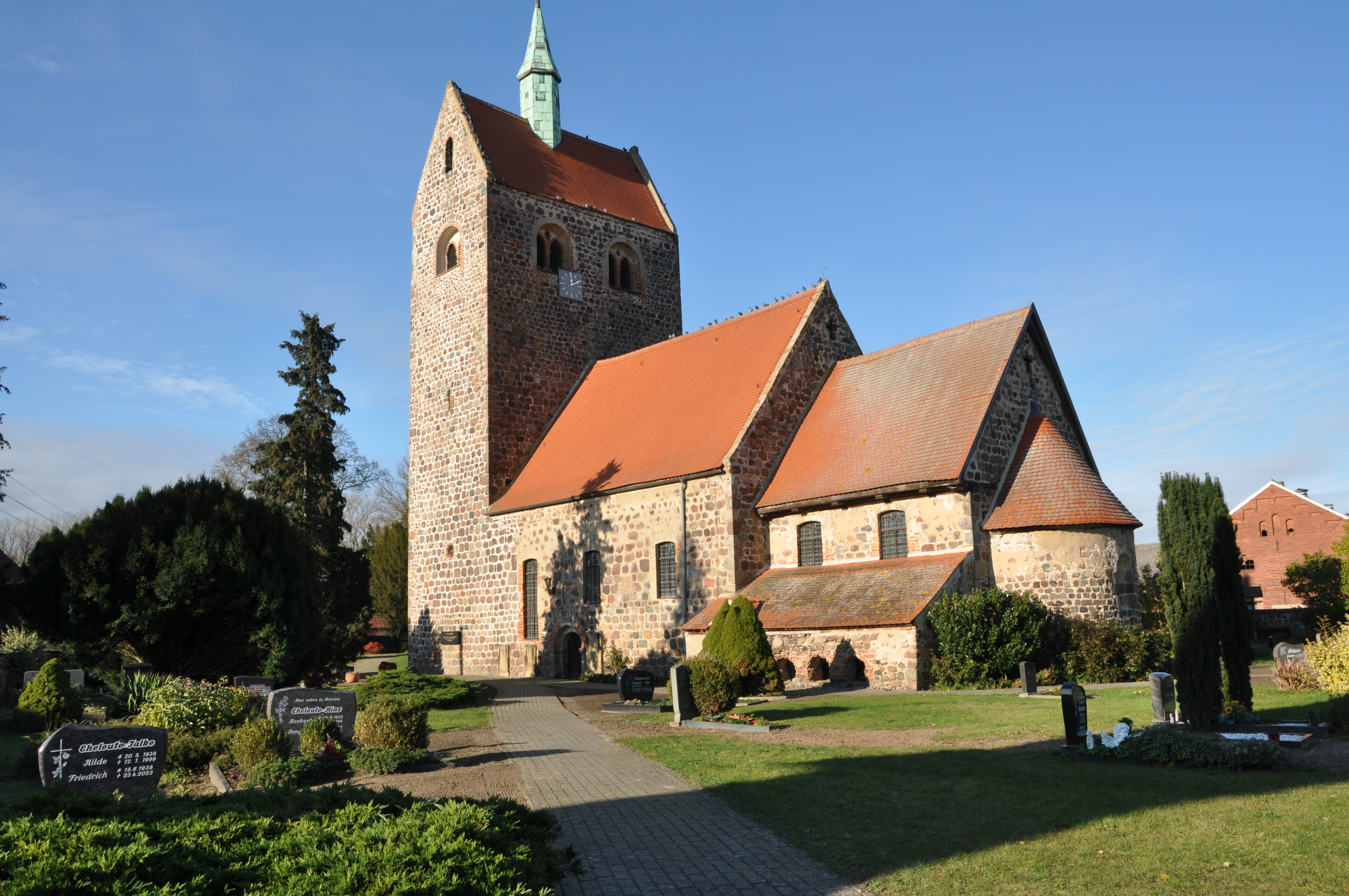
Dorfkirche Groß Schwechten

- Die evangelische Dorfkirche Groß Schwechten ist ein Feldsteinbau aus dem 12. Jahrhundert. Eine dendrochronologische Untersuchung Türsturzes aus Eiche lieferte ein Fälldatum um 1136.[28] Ein Deckenbalken im Osten des Chores stammt von 1127.[29] Die Kirche wurde 1996 generalüberholt. Im gleichen Jahr stiegen Diebe in die Kirche ein und stahlen das Altar-Kruzifix.[30]
- Der Ortsfriedhof ist auf dem Kirchhof.
- Der Schilfteich Groß Schwechten im Westen des Dorfes ist seit 1989 ein Flächennaturdenkmal.[4]

## Verkehr
- Die Bundesstraße 189 führt als Umgehungsstraße westlich am Stendaler Ortsteil Groß Schwechten vorbei.
- Es verkehren Linienbusse und Rufbusse von stendalbus.[31]
- In der nahen Gemeinde Goldbeck befindet sich der nächste Bahnhof an der Strecke Magdeburg–Wittenberge.

### Bahnhof Peulingen
In Peulingen gab es von 1908 bis 1985 einen Bahnhof der Stendaler Kleinbahn an der Strecke von Stendal nach Arendsee. Ursprünglich bestand die Bahnhofsanlage aus einem Bahnsteig an der Dorfstraße und einem südöstlich davon gelegenen Ladegleis mit Ladestraße. Mit dem Bau der Bahnstrecke Peulingen–Bismark 1916 entstand in Peulingen ein Keilbahnhof. Der Bahnsteig wurde in das Dreieck zwischen den beiden Strecken südlich der Ladestraße verlegt. Dort befand sich das Empfangsgebäude, das heute als Wohnhaus genutzt wird.
Im Zuge des Ausbaus wurden die Gleisanlagen deutlich erweitert. Es entstanden drei weitere Gleise südlich der Ladestraße, von denen eines bald wieder abgebaut wurde. Betrieblich war Peulingen seitdem ein Trennungsbahnhof. Mit Stilllegung und Abbau der Strecke zum Bahnhof Bismark Anschuß, der in Hohenwulsch umbenannt wurde, wurde Peulingen wieder zum Durchgangsbahnhof. Am 26. Mai 1979 endete der Personenverkehr. Nach der Einstellung des Güterverkehrs 1985 wurden die Bahnanlagen abgebaut. Heute sind nur die Reste des Planums zu erkennen, vereinzelt finden sich Reste von Schwellen und Schotter.